# Gardenia psidioides
Gardenia psidioides là một loài thực vật có hoa trong họ Thiến thảo. Loài này được Puttock mô tả khoa học đầu tiên năm 1988.